# Hasan Jazdani
Hasan Jazdani Czerati (pers. ‏حسن یزدانی چراتی‎; ur. 26 grudnia 1994) – irański zapaśnik walczący w stylu wolnym. Złoty medalista olimpijski w Rio de Janeiro 2016 w kategorii 74 kg i srebrny z Tokio 2020 w kategorii 86 kg, a także z Paryża 2024 w tej samej wadze.
Mistrz świata w 2017, 2019 i 2021; drugi w 2015, 2022 i 2023; trzeci w 2018. Mistrz igrzysk azjatyckich w 2018 i 2022. Mistrz Azji w 2018 i 2021. Mistrz igrzysk Solidarności Islamskiej w 2017. Triumfator Pucharu Świata w 2015, 2016 i 2017. Mistrz świata juniorów w 2014 roku.